# Pedro Paulo de Oliveira
Pedro Paulo de Oliveira, detto Pedrinho (Rio de Janeiro, 29 giugno 1977), è un dirigente sportivo, allenatore di calcio ed ex calciatore brasiliano, di ruolo centrocampista, presidente del Vasco da Gama.

## Caratteristiche tecniche
Giocava come centrocampista offensivo; con il Vasco da Gama formò una buona intesa con Edmundo, ottenendo il soprannome Animalzinho, in correlazione al soprannome Animal del suo compagno di squadra.

## Carriera

### Club
Cresciuto nel Vasco da Gama, dove iniziò a sei anni giocando a futsal, passò in prima squadra nel 1995 insieme a Felipe con cui aveva percorso tutto l'iter nelle giovanili, nel 1997 si mise in evidenza durante il campionato, formando insieme a Ramon e Juninho Pernambucano il centrocampo necessario ad innescare la coppia d'attacco Evair-Edmundo.
Durante la vittoriosa Coppa Libertadores 1998 si rese decisivo durante la sfida contro il Grêmio ai quarti di finale, marcando due gol. Dopo la vittoria del trofeo, Pedrinho fu convocato per la prima volta per il Brasile per affrontare la Jugoslavia, ma il 6 settembre, due giorni prima del match, si ruppe il legamento crociato anteriore a causa di un violento intervento del difensore del Cruzeiro Jean Elias, al São Januário. Dopo sette mesi di riabilitazione, giocò due amichevoli contro Duque de Caxias e Volta Redonda, gli venne riscontrato un altro problema al ginocchio, che lo tenne lontano dai campi per altri 11 mesi, tornando nel febbraio 2000.
Si trasferì al Palmeiras nel 2001; dopo essere stato protagonista di buone prestazioni nel Campeonato Brasileiro, Pedrinho si infortunò gravemente contro il Vasco, nuovamente al legamento crociato anteriore, stavolta però del ginocchio sinistro, rimanendo fermo per altri otto mesi.
Nell'ottobre 2002, la CBF rese noto che era risultato positivo ad un test antidoping, che segnalò la presenze di bupropione. Nonostante questo, la federazione ammise che il calciatore assumeva tale medicinale con la sua autorizzazione. Tornato titolare nel 2004, contribuì alla qualificazione alla Libertadores, solo un anno dopo la promozione dalla Série B.
Il 6 marzo 2005, dopo essere rimasto fuori dai giochi da dicembre, Pedrinho tornò in occasione del 3 a 1 contro il Santos, segnando due gol al Parque Antarctica. Dopo l'ennesimo infortunio, si trasferì all'Al Ittihad, club dell'Arabia Saudita, per disputare la Coppa del mondo per club FIFA. Tornò in Brasile nel 2006 per giocare nel Fluminense, ma a causa di altri infortuni giocò poco, venendo poi ceduto a dicembre.
Messo sotto contratto dal Santos il 26 gennaio 2007, con Vanderlei Luxemburgo, tecnico che l'aveva convocato in nazionale nel '98, tornò a giocare con regolarità. Campione paulista, raggiunse le semifinali di Libertadores.
Il 3 gennaio 2008, Pedrinho firmò un contratto della durata di cinque mesi con l'Al Ain, squadra degli Emirati Arabi Uniti. Nello stesso anno, tornò in Brasile nel Vasco in cui aveva iniziato la carriera e che al momento si trovava in grave difficoltà in campionato.
Dopo la fine del contratto, si è trasferito al Figueirense.

### Nazionale
Dopo aver preso parte al campionato mondiale di calcio Under-20 1997, nel 2004 ha giocato una partita con la nazionale brasiliana, nell'amichevole contro Haiti.

## Palmarès

### Club

#### Competizioni statali
- Campionato Carioca: 1

Vasco da Gama: 1998
- Taça Guanabara: 1

Vasco da Gama: 2000
- Campionato paulista: 1

Santos: 2007

#### Competizioni interstatali
- Torneo Rio-San Paolo: 1

Vasco da Gama: 1999

#### Competizioni nazionali
- Campionato brasiliano: 2

Vasco da Gama: 1997, 2000
- Campeonato Brasileiro Série B: 1

Palmeiras: 2003

#### Competizioni internazionali
- Coppa Libertadores: 1

Vasco da Gama: 1998
- Copa Mercosul: 1

Vasco da Gama: 2000